# Золотолистник Філіпе
Золотолистник Філіпе (Homalothecium philippeanum) — вид мохів порядку гіпнобрієвих (Hypnales).

## Поширення
Ареал охоплює такі частини світу: Європа, Азія.
Вид любить вапно і росте в сухих і свіжих тінистих місцях, переважно на гірських висотах. Часто зустрічається в лісах на вапняних породах або, рідше, на підніжжі дерев, особливо бука.

## Характеристика

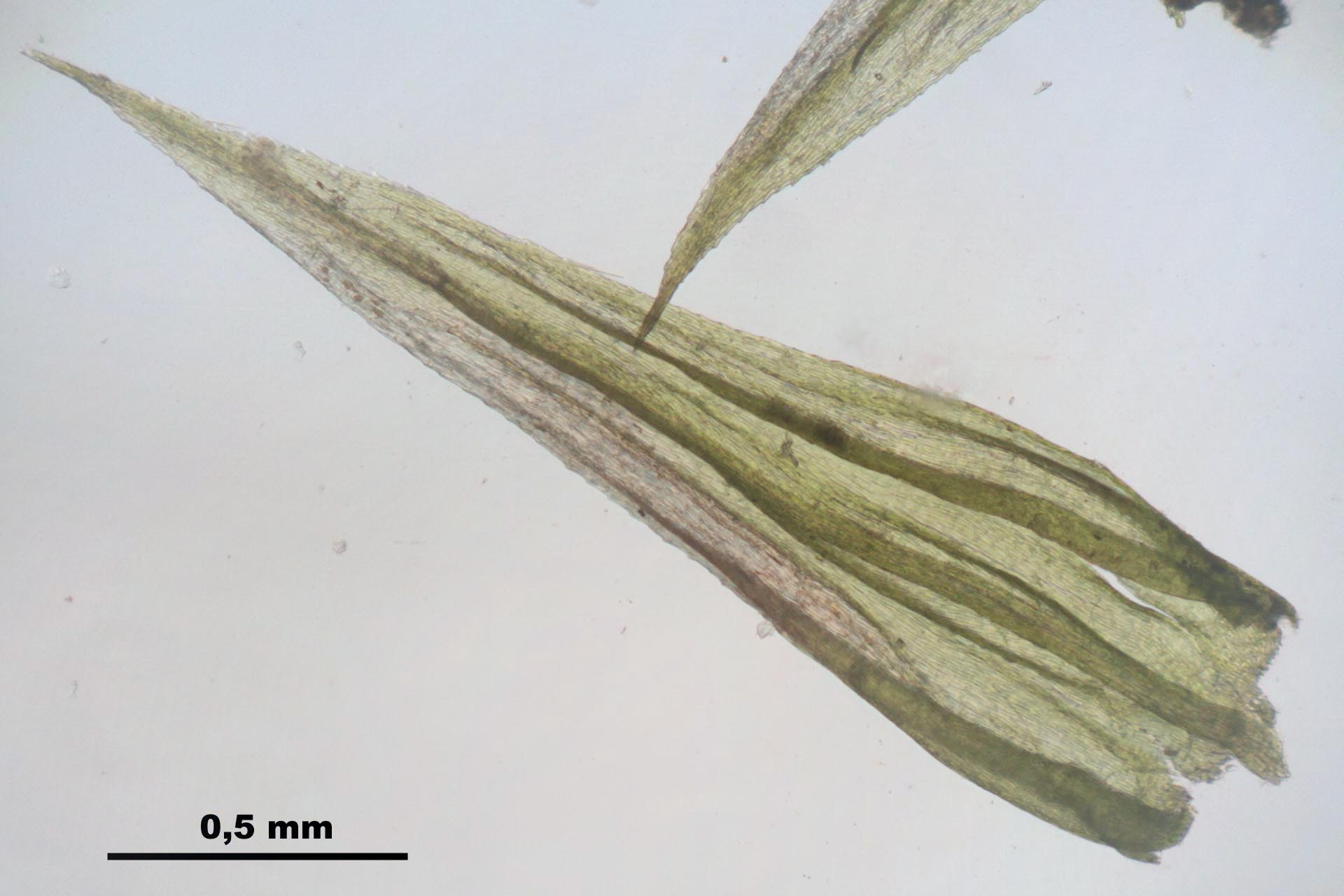

Сильні рослини заввишки до 8 см, з лежачими стеблами, пучковими гілками і столонами утворюють чисто-зелені чи жовто-зелені газони. Гілки також сухі та прямі. Щільно розташовані прямовисні листки мають три міліметри завдовжки, ланцетні та загострені, сильно поздовжньо зморшкуваті та дрібно зубчасті по краях. Листкова жилка тягнеться до верхівки листка. Вид дводомний. Коробочкова ніжка гладка, червонувато-коричнева, до 1.5 см завдовжки. Спорова коробочка прямовисна, циліндрична, капелюшок конічний або дзьобоподібний. Спори мають розмір від 14 до 18 мікрометрів.